# ديانا دير هوفانيسيان
ديانا دير هوفانيسيان (ولدت في مدينة ورسستر، بماساتشوستس، في 21 مايو 1934ــ 1 مارس 2018) هي شاعرة ومترجمة ومؤلفة أرمنية أمريكية. دارت العديد من موضوعاتها حول أرمينيا وأرمن الشتات. كتبت ونشرت ما يزيد عن خمسة وعشرين كتابا.

## حياتها ومهنتها
ولدت ديانا دير هوفانيسيان بمدينة وركستير وسط عائلة أرمنية. تلقت تعليمها بجامعة بوسطن، وتخصصت في اللغة الإنجليزية، ثم أكملت دراستها في جامعة هارفارد، حيث تتلمذت على يد روبرت لوويل. ثم أصبحت أستاذة الأدب الأمريكي بجامعة يريفان الحكومية، وأستاذة لمرتين ضمن برنامج فولبرايت للشعر الأرمني. قادت العديد من الورش في جامعة بوسطن وكلية بارد وجامعة كولومبيا بجانب كونها شاعرة ومحاضرة زائرة في تلك الجامعات، حيث درست فيالأدب الأمريكي وترجمة الشعر الأرمني وأدب حقوق الإنسان في الولايات المتحدة وخارجها. كما عملت رئيسة لنادي نيو إنجلاند للشعر لما يزيد عن ثلاثين عاما. وكذلك كانت عضوة في مجلس الترجمة بجامعة كولومبيا. وعملت شاعرة في مدارس ماساتشوستس.
تُرجمت ثلاثة من مقاطعها الشعرية إلى الأرمنية ونُشرت في يريفان. كما تُرجمت أعمالها إلى اليونانية، والفرنسية، وكذلك الرومانية. نُشرت قصائدها في صحف نيويورك تايمز، وكريسشان ساينس مونيتور، وبوسطن غلوب، وذا باريس ريفيو، وذا رايتر الماناك، ومجلة AGNI، وذا أميريكان بورتي رفيو، وذا نيشن، وغيرها.

## الجوائز التي حصدتها
تضمنت الجوائر التي حصلت عليها ديانا دير هوفانيسيان:
- الميدالية الذهبية من وزير ثقافة أرمينيا
- جائزة ترجمة ميسروب ماشتوتس (2003)
- ميدالية الأدب القومي الأرميني
- جائزة اتحاد كُتاب أرمينيا
- جائزة The PEN-New England GOLDEN PEN
- جائزة اتحاد الكُتاب القوميين
- جائزة ساهاج
- جائزة باتيرسون
- جائزة نشر "منتدى الشعر الدولي"
- جائزة نشر QRL Colladay
- جائزة من المنحة الأمريكية وبرايري شونر
- جائزة ترجمة كولومبيا/ تضامن الأدب مع حقوق الإنسان لضمان حرية التعبير في الولايات المتحدة الأمريكية
- جائزة اناهيد من جامعة كولومبيا الارمينية
- جائزة برشيلونة للسلام
- جائزة ترجمة أرماند اربف
- جائزة خريجي جامعة بوسطن المتميزة
- • جائزة  ماري كارولين ديفيز للقصيدة الغنائية جمعية الشعر الأمريكية
- جائزة جريتشين ورين نادي نيو انجلاند للشعر